# Eleições autárquicas de 2009 em Santa Maria da Feira
As eleições autárquicas de 2009 serviram para eleger os membros dos diferentes do poder local no concelho de Santa Maria da Feira.
O Partido Social Democrata, que tinha Alfredo Henriques como seu candidato, voltou a vencer as eleições, ao obter 48% dos votos e mantendo a maioria absoluta na vereação da câmara municipal.
O Partido Socialista ficou-se pelos 41% dos votos e 5 vereadores, enquanto, as outras candidaturas tiveram resultados residuais.

## Resultados Oficiais
Os resultados para os diferentes órgãos do poder local no concelho de Santa Maria da Feira foram os seguintes:

### Câmara Municipal
| Partido                 | Partido                        | Votos   | %               | +/-  | Vereadores | +/-     |
| ----------------------- | ------------------------------ | ------- | --------------- | ---- | ---------- | ------- |
|                         | Partido Social Democrata       | 38 008  | 48,07 / 100,00  | 0,93 | 6 / 11     | Estável |
|                         | Partido Socialista             | 32 118  | 40,62 / 100,00  | 1,17 | 5 / 11     | Estável |
|                         | CDS – Partido Popular          | 2 767   | 3,50 / 100,00   | 0,38 | 0 / 11     | Estável |
|                         | Bloco de Esquerda              | 2 049   | 2,59 / 100,00   | 0,60 | 0 / 11     | Estável |
|                         | Coligação Democrática Unitária | 1 995   | 2,52 / 100,00   | 0,08 | 0 / 11     | Estável |
| Votos Inválidos         | Votos Inválidos                | 2 138   | 2,71 / 100,00   | 1,13 |            |         |
| Total                   | Total                          | 79 075  | 100,00 / 100,00 |      | 11 / 11    |         |
| Eleitorado/Participação | Eleitorado/Participação        | 121 624 | 65,02 / 100,00  | 2,23 |            |         |

### Assembleia Municipal
| Partido                 | Partido                        | Votos   | %               | +/-  | Mandatos | +/-     |
| ----------------------- | ------------------------------ | ------- | --------------- | ---- | -------- | ------- |
|                         | Partido Social Democrata       | 36 244  | 45,84 / 100,00  | 0,70 | 16 / 33  | Estável |
|                         | Partido Socialista             | 31 370  | 39,67 / 100,00  | 0,84 | 14 / 33  | Estável |
|                         | CDS – Partido Popular          | 3 616   | 4,57 / 100,00   | 0,77 | 1 / 33   | Estável |
|                         | Bloco de Esquerda              | 2 870   | 3,63 / 100,00   | 0,66 | 1 / 33   | Estável |
|                         | Coligação Democrática Unitária | 2 502   | 3,16 / 100,00   | 0,09 | 1 / 33   | Estável |
| Votos Inválidos         | Votos Inválidos                | 2 471   | 3,12 / 100,00   | 1,21 |          |         |
| Total                   | Total                          | 79 073  | 100,00 / 100,00 |      | 33 / 33  |         |
| Eleitorado/Participação | Eleitorado/Participação        | 121 624 | 65,01 / 100,00  | 2,23 |          |         |

### Juntas de Freguesia
| Partido                 | Partido                        | Votos   | %               | +/-  | Presidentes | +/-     | Mandatos  | +/-     |
| ----------------------- | ------------------------------ | ------- | --------------- | ---- | ----------- | ------- | --------- | ------- |
|                         | Partido Social Democrata       | 37 609  | 47,56 / 100,00  | 1,66 | 21 / 31     | Estável | 165 / 315 | 6       |
|                         | Partido Socialista             | 28 290  | 35,78 / 100,00  | 0,33 | 9 / 31      | Estável | 122 / 315 | 3       |
|                         | Grupo de Cidadãos              | 4 057   | 5,13 / 100,00   | 1,11 | 1 / 31      | Estável | 14 / 315  | 2       |
|                         | CDS – Partido Popular          | 2 752   | 3,48 / 100,00   | 1,44 | 0 / 31      | Estável | 10 / 315  | 1       |
|                         | Coligação Democrática Unitária | 2 110   | 2,67 / 100,00   | 1,66 | 0 / 31      | Estável | 2 / 315   | 3       |
|                         | Bloco de Esquerda              | 1 310   | 1,66 / 100,00   | 1,47 | 0 / 31      | Estável | 0 / 315   | Estável |
|                         | Partido da Nova Democracia     | 589     | 0,74 / 100,00   | 0,31 | 0 / 31      | Estável | 2 / 315   | 1       |
| Votos Inválidos         | Votos Inválidos                | 2 358   | 2,98 / 100,00   | 1,13 |             |         |           |         |
| Total                   | Total                          | 79 075  | 100,00 / 100,00 |      | 31 / 31     |         | 315 / 315 | 8       |
| Eleitorado/Participação | Eleitorado/Participação        | 121 624 | 65,02 / 100,00  | 2,23 |             |         |           |         |

## Resultados por Freguesia

### Câmara Municipal
| Freguesia             | %     | %     | %    | %    | %     | Votantes |
| Freguesia             | PSD   | PS    | CDS  | BE   | CDU   | Votantes |
| --------------------- | ----- | ----- | ---- | ---- | ----- | -------- |
| Argoncilhe            | 47,71 | 41,07 | 4,30 | 2,19 | 2,11  | 4 882    |
| Arrifana              | 42,94 | 43,74 | 5,60 | 2,51 | 2,51  | 3 500    |
| Caldas de São Jorge   | 45,01 | 42,27 | 5,25 | 1,75 | 2,39  | 1 715    |
| Canedo                | 50,02 | 39,75 | 3,40 | 2,18 | 1,93  | 3 205    |
| Escapães              | 64,60 | 26,52 | 2,03 | 1,98 | 1,98  | 1 870    |
| Espargo               | 46,18 | 47,06 | 2,06 | 1,18 | 0,88  | 1 020    |
| Feira                 | 50,44 | 38,13 | 2,69 | 2,97 | 2,97  | 6 068    |
| Fiães                 | 50,74 | 35,42 | 4,11 | 3,03 | 3,34  | 4 647    |
| Fornos                | 52,09 | 34,50 | 2,25 | 1,63 | 6,99  | 1 774    |
| Gião                  | 49,74 | 36,15 | 9,09 | 1,36 | 0,73  | 957      |
| Guisande              | 48,80 | 46,28 | 1,64 | 0,44 | 1,09  | 914      |
| Lobão                 | 50,65 | 38,49 | 3,60 | 2,86 | 1,91  | 3 250    |
| Louredo               | 55,26 | 37,32 | 3,10 | 1,33 | 1,22  | 903      |
| Lourosa               | 51,74 | 37,53 | 2,98 | 3,14 | 1,83  | 5 135    |
| Milheirós de Poiares  | 43,24 | 48,29 | 1,90 | 1,67 | 1,57  | 2 100    |
| Mosteirô              | 39,87 | 44,45 | 6,51 | 5,23 | 1,93  | 1 244    |
| Mozelos               | 44,88 | 43,73 | 4,06 | 2,58 | 2,36  | 3 986    |
| Nogueira da Regedoura | 43,58 | 46,04 | 3,15 | 2,01 | 2,20  | 3 178    |
| Paços de Brandão      | 52,37 | 35,60 | 4,80 | 2,74 | 1,77  | 3 101    |
| Pigeiros              | 29,21 | 56,93 | 5,24 | 1,75 | 4,74  | 801      |
| Rio Meão              | 53,18 | 39,56 | 2,39 | 1,65 | 1,81  | 3 099    |
| Romariz               | 50,49 | 40,87 | 3,44 | 1,20 | 1,37  | 1 830    |
| Sanfins               | 52,20 | 35,51 | 6,61 | 2,03 | 0,93  | 1 180    |
| Sanguedo              | 50,39 | 40,57 | 3,13 | 2,25 | 0,98  | 2 046    |
| Santa Maria de Lamas  | 50,75 | 38,87 | 2,79 | 2,95 | 2,27  | 3 123    |
| São João de Ver       | 33,60 | 51,49 | 2,50 | 5,56 | 3,53  | 4 840    |
| São Paio de Oleiros   | 41,22 | 39,60 | 3,16 | 3,20 | 10,01 | 2 528    |
| Souto                 | 44,62 | 45,90 | 1,99 | 2,45 | 2,10  | 2 815    |
| Travanca              | 50,20 | 42,02 | 1,94 | 1,94 | 1,54  | 1 235    |
| Vale                  | 58,03 | 32,30 | 5,47 | 0,84 | 0,59  | 1 189    |
| Vila Maior            | 61,81 | 31,17 | 2,45 | 1,91 | 0,64  | 940      |
| Santa Maria da Feira  | 48,07 | 40,62 | 3,50 | 2,59 | 2,52  | 79 075   |

### Assembleia Municipal
| Freguesia             | %     | %     | %     | %    | %     | Votantes |
| Freguesia             | PSD   | PS    | CDS   | BE   | CDU   | Votantes |
| --------------------- | ----- | ----- | ----- | ---- | ----- | -------- |
| Argoncilhe            | 44,43 | 40,78 | 6,08  | 3,46 | 2,36  | 4 882    |
| Arrifana              | 41,00 | 42,23 | 6,97  | 3,63 | 2,74  | 3 500    |
| Caldas de São Jorge   | 41,46 | 41,05 | 8,22  | 2,57 | 3,03  | 1 715    |
| Canedo                | 48,11 | 38,91 | 4,68  | 3,18 | 2,40  | 3 205    |
| Escapães              | 59,30 | 28,18 | 3,21  | 3,64 | 2,83  | 1 870    |
| Espargo               | 41,67 | 47,65 | 2,94  | 2,16 | 2,75  | 1 020    |
| Feira                 | 47,10 | 34,79 | 4,05  | 5,74 | 4,86  | 6 068    |
| Fiães                 | 42,16 | 37,34 | 5,72  | 4,56 | 5,55  | 4 647    |
| Fornos                | 46,39 | 34,50 | 2,99  | 3,33 | 9,64  | 1 774    |
| Gião                  | 49,11 | 33,12 | 10,87 | 1,99 | 0,84  | 957      |
| Guisande              | 46,94 | 44,53 | 2,74  | 1,31 | 1,64  | 914      |
| Lobão                 | 48,68 | 36,40 | 5,51  | 4,68 | 2,09  | 3 250    |
| Louredo               | 54,15 | 36,43 | 4,43  | 1,55 | 1,44  | 903      |
| Lourosa               | 51,30 | 35,42 | 3,76  | 4,17 | 2,14  | 5 135    |
| Milheirós de Poiares  | 41,19 | 49,67 | 2,00  | 2,10 | 1,67  | 2 100    |
| Mosteirô              | 34,97 | 43,89 | 9,00  | 7,15 | 2,17  | 1 244    |
| Mozelos               | 42,55 | 42,19 | 5,17  | 4,44 | 2,91  | 3 984    |
| Nogueira da Regedoura | 40,94 | 46,19 | 3,96  | 2,96 | 2,61  | 3 178    |
| Paços de Brandão      | 50,87 | 33,78 | 5,54  | 4,06 | 2,32  | 3 102    |
| Pigeiros              | 34,96 | 51,69 | 5,12  | 0,75 | 4,24  | 801      |
| Rio Meão              | 54,11 | 36,69 | 2,71  | 2,39 | 2,03  | 3 099    |
| Romariz               | 47,54 | 40,87 | 5,41  | 1,97 | 1,26  | 1 830    |
| Sanfins               | 50,25 | 31,95 | 9,24  | 2,54 | 2,37  | 1 180    |
| Sanguedo              | 48,66 | 40,24 | 4,45  | 2,74 | 1,08  | 2 045    |
| Santa Maria de Lamas  | 48,41 | 38,52 | 3,43  | 3,52 | 3,14  | 3 123    |
| São João de Ver       | 38,49 | 51,49 | 1,76  | 3,24 | 2,33  | 4 840    |
| São Paio de Oleiros   | 39,12 | 36,99 | 3,13  | 4,91 | 12,46 | 2 528    |
| Souto                 | 39,11 | 48,13 | 2,81  | 4,23 | 2,49  | 2 815    |
| Travanca              | 47,94 | 42,27 | 2,51  | 2,43 | 2,11  | 1 235    |
| Vale                  | 57,53 | 29,35 | 8,24  | 1,18 | 0,76  | 1 189    |
| Vila Maior            | 61,60 | 30,11 | 2,87  | 2,34 | 0,96  | 940      |
| Santa Maria da Feira  | 45,84 | 39,67 | 4,57  | 3,63 | 3,16  | 79 073   |

### Juntas de Freguesia
| Freguesia             | 2005-2009 | 2005-2009                | 2005-2009      | 2009-2013 | 2009-2013                | 2009-2013      |
| --------------------- | --------- | ------------------------ | -------------- | --------- | ------------------------ | -------------- |
| Argoncilhe            |           | Partido Social Democrata | 45,38 / 100,00 |           | Partido Social Democrata | 43,59 / 100,00 |
| Arrifana              |           | Partido Social Democrata | 54,08 / 100,00 |           | Partido Social Democrata | 38,86 / 100,00 |
| Caldas de São Jorge   |           | Partido Social Democrata | 36,72 / 100,00 |           | Partido Social Democrata | 44,78 / 100,00 |
| Canedo                |           | Partido Social Democrata | 53,86 / 100,00 |           | Partido Social Democrata | 45,09 / 100,00 |
| Escapães              |           | Partido Social Democrata | 66,77 / 100,00 |           | Partido Social Democrata | 63,90 / 100,00 |
| Espargo               |           | Partido Socialista       | 65,26 / 100,00 |           | Partido Socialista       | 62,25 / 100,00 |
| Feira                 |           | Partido Social Democrata | 48,90 / 100,00 |           | Partido Social Democrata | 59,39 / 100,00 |
| Fiães                 |           | Grupo de Cidadãos        | 50,81 / 100,00 |           | Grupo de Cidadãos        | 39,25 / 100,00 |
| Fornos                |           | Partido Socialista       | 57,89 / 100,00 |           | Partido Social Democrata | 46,05 / 100,00 |
| Gião                  |           | Partido Social Democrata | 67,82 / 100,00 |           | Partido Social Democrata | 50,99 / 100,00 |
| Guisande              |           | Partido Social Democrata | 56,32 / 100,00 |           | Partido Socialista       | 49,23 / 100,00 |
| Lobão                 |           | Partido Social Democrata | 40,97 / 100,00 |           | Partido Social Democrata | 43,32 / 100,00 |
| Louredo               |           | Partido Social Democrata | 73,03 / 100,00 |           | Partido Social Democrata | 58,58 / 100,00 |
| Lourosa               |           | Partido Social Democrata | 49,47 / 100,00 |           | Partido Social Democrata | 66,64 / 100,00 |
| Milheirós de Poiares  |           | Partido Social Democrata | 56,56 / 100,00 |           | Partido Socialista       | 53,00 / 100,00 |
| Mosteirô              |           | Partido Socialista       | 52,12 / 100,00 |           | Partido Socialista       | 39,95 / 100,00 |
| Mozelos               |           | Partido Social Democrata | 57,88 / 100,00 |           | Partido Social Democrata | 51,37 / 100,00 |
| Nogueira da Regedoura |           | Partido Socialista       | 58,10 / 100,00 |           | Partido Socialista       | 51,92 / 100,00 |
| Paços de Brandão      |           | Partido Social Democrata | 48,18 / 100,00 |           | Partido Social Democrata | 56,80 / 100,00 |
| Pigeiros              |           | Partido Socialista       | 52,45 / 100,00 |           | Partido Socialista       | 56,68 / 100,00 |
| Rio Meão              |           | Partido Social Democrata | 72,93 / 100,00 |           | Partido Social Democrata | 62,41 / 100,00 |
| Romariz               |           | Partido Social Democrata | 61,46 / 100,00 |           | Partido Social Democrata | 56,07 / 100,00 |
| Sanfins               |           | Partido Social Democrata | 51,64 / 100,00 |           | Partido Social Democrata | 48,56 / 100,00 |
| Sanguedo              |           | Partido Socialista       | 53,28 / 100,00 |           | Partido Social Democrata | 52,32 / 100,00 |
| Santa Maria de Lamas  |           | Partido Social Democrata | 52,82 / 100,00 |           | Partido Social Democrata | 57,51 / 100,00 |
| São João de Ver       |           | Partido Socialista       | 53,04 / 100,00 |           | Partido Socialista       | 58,95 / 100,00 |
| São Paio de Oleiros   |           | Partido Socialista       | 40,16 / 100,00 |           | Partido Social Democrata | 46,74 / 100,00 |
| Souto                 |           | Partido Socialista       | 46,79 / 100,00 |           | Partido Socialista       | 49,98 / 100,00 |
| Travanca              |           | Partido Social Democrata | 57,36 / 100,00 |           | Partido Socialista       | 48,02 / 100,00 |
| Vale                  |           | Partido Social Democrata | 52,20 / 100,00 |           | Partido Social Democrata | 57,70 / 100,00 |
| Vila Maior            |           | Partido Social Democrata | 47,67 / 100,00 |           | Partido Social Democrata | 70,00 / 100,00 |